# Panteón del Inglés

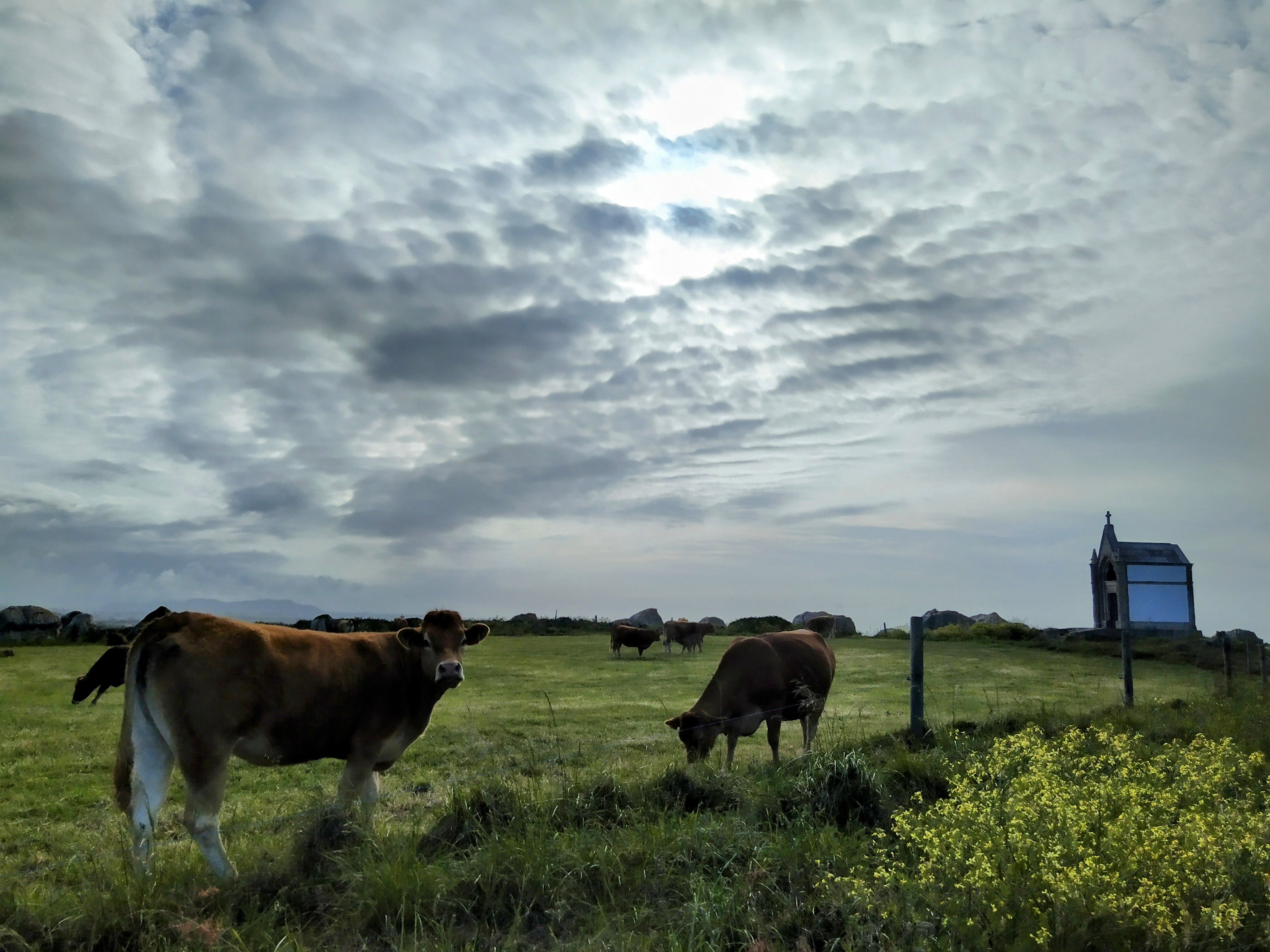
El monumento se sitúan en un zona de campiña litoral, próximo a los acantilados del Bocal.

El panteón del Inglés es un monumento situado en la localidad santanderina de Cueto (Cantabria, España), a escasos metros de la costa que baña el mar Cantábrico, entre el puente del Diablo y la playa de El Bocal, cerca de donde se encontraba el semáforo de Cueto.

## Historia
El telegrafista y autor teatral José Jackson Veyán encargó un panteón en memoria de un amigo inglés, William Rowland, que murió mientras montaba a caballo. La construcción finalizó en el año 1892.
Matilde Camus transcribe parte de "Breves Apuntes" de Jackson donde él mismo cuenta lo que motivó su construcción:

«Mi estimado amigo de la infancia, William Rowland, nieto del famoso profesor inglés Sir Robert Rowland Hill, coterráneo y gran amigo, éste, de mi abuelo paterno, era uno de mis más asiduos visitantes durante los meses de estío e incluso en el otoño. Lamentablemente, en septiembre de 1889, cuando Rowland y yo cabalgábamos tranquilamente cerca del acantilado, mientras el mar, con mayor furia que de costumbre rompía con estruendo sobre las rocas, el caballo que montaba mi amigo se asustó de tal forma que le derribó. A consecuencia de la fuerte caída sufrió un duro golpe en la cabeza, con rotura craneana, que le produjo la muerte instantánea. En tanto el caballo, por su propio peso, rodaba despeñándose contra las rocas. A petición de la familia, ocupándome de todo y en resistente caja mortuoria, el cadáver de Rowland fue trasladado prontamente a Inglaterra».

En el interior del panteón existe una placa que reza:

«Esta edificación fue encargada por D. José Jackson Veyan, jefe de las instalaciones telegráficas del semáforo de Cueto desde 1877 a 1909 y famoso autor teatral de la época».

Fue construido por el maestro cantero Serafín Llama en 1892 y restaurado por última vez por la Escuela Taller de Santander en 1994, siendo alcalde de la ciudad, Manuel Huerta.
Este panteón no alberga restos humanos, simplemente se erigió como recuerdo de amistad.